# Хажакян, Аршалуйс Гегамович
Аршалуйс Гегамович Хажакян (арм. Արշալույս Գեղամի Խաժակյան; 9 июня 1907, Александрополь, Российская империя — 30 ноября 1975, Кировакан, Армянская ССР, СССР) — инженер-химик, заслуженный ветеран труда, один из основателей Кироваканского химического завода, член КПСС с 1944 г.

## Биография
Родился 1907 г. в Александрополе (ныне Гюмри, Армения), в семье фармацевта. В 1926 г. окончил Ленинаканский индустриальный техникум, а в 1931 г. Новочеркасский индустриальный институт. В 1932 году начал работать в Eреванском филиале Ленинградской геолого-исследовательской лаборатории. А в 1933 году его отправили в командировку на недавно созданный химический завод в Кировакан, где он проработал 42 года. Был начальником карбидного производства, цианамидного производства и 21-го секретного цеха. Один из инициаторов внедрения новой технологии производства карбита в трудные военные годы (1941-1945 гг.). Он был также активным партийным и общественным работником, неоднократно избирался в Кироваканский городской совет рабочих депутатов, являлся членом обкома партии, партийного и профсоюзного комитетов завода.
Скончался 30 ноября 1975 г. в Кировакане.

## Награды
- Орден Трудового Красного Знамени, (1962)
- Медаль «За доблестный труд. В ознаменование 100-летия со дня рождения В. И. Ленина» (1970)
- Медаль «Ветеран труда» (1974)
- Медаль «За доблестный труд в Великой Отечественной войне 1941—1945 гг.» (1948)
- Почётные грамоты Президиума Верховного Совета Армянской ССР (1958)